# CONFIG.SYS
CONFIG.SYS je hlavním konfiguračním souborem pro operační systémy DOS a OS/2. Jedná o speciální textový soubor obsahující konfigurační instrukce, které se provádějí během závádění systému do operační paměti osobního počítače. V systému DOS ho výrazně doplňuje druhý konfigurační soubor – AUTOEXEC.BAT. 

## Příklad souboru ze systému PC-DOS
```
DEVICE=C:\DOS\HIMEM.SYS
DEVICE=c:\dos\emm386.exe noems ram 
DEVICE=c:\dos\ramboost.exe load
BUFFERS=30,0
FILES=100
LASTDRIVE=R
FCBS=4,0
dos=high
DEVICE =C:\CDROM\MTMCDAE.SYS /D:MSCD001 /P:300 /A:0 /M:30 /T:5 /I:10 /X
SHELL=C:\DOS\COMMAND.COM C:\DOS\  /p

```

## Příklad souboru ze systému OS/2 Warp 3.0
```
IFS=D:\OS2\HPFS.IFS /CACHE:1536 /CRECL:32 /AUTOCHECK:DE
RUN=D:\OS2\CACHE.EXE /MAXAGE:7500 /DISKIDLE:20000 /BUFFERIDLE:20000
PROTSHELL=D:\OS2\PMSHELL.EXE
SET USER_INI=D:\OS2\OS2.INI
SET SYSTEM_INI=D:\OS2\OS2SYS.INI
SET OS2_SHELL=D:\OS2\CMD.EXE
SET AUTOSTART=PROGRAMS,TASKLIST,FOLDERS,LAUNCHPAD
SET RUNWORKPLACE=D:\OS2\PMSHELL.EXE
SET COMSPEC=D:\OS2\CMD.EXE
SET PROMPT=$i[$p]
SET HELP=D:\OS2\HELP;D:\OS2\HELP\TUTORIAL;D:\MMOS2\HELP;D:\IBMWORKS;
SET GLOSSARY=D:\OS2\HELP\GLOSS;
SET IPF_KEYS=SBCS
PRIORITY_DISK_IO=YES
FILES=40
BASEDEV=IBMKBD.SYS
DEVICE=D:\OS2\BOOT\TESTCFG.SYS
DEVICE=D:\OS2\BOOT\DOS.SYS
DEVICE=D:\OS2\BOOT\PMDD.SYS
BUFFERS=30
IOPL=YES
DISKCACHE=512,LW,32,AC:C
MAXWAIT=2
MEMMAN=SWAP,PROTECT
SWAPPATH=D:\OS2\SYSTEM 4096 16384
BREAK=OFF
THREADS=256
PRINTMONBUFSIZE=2048,0,0
COUNTRY=421,D:\OS2\SYSTEM\COUNTRY.SYS
SET KEYS=ON
SET BOOKSHELF=D:\OS2\BOOK;D:\MMOS2
BASEDEV=PRINT01.SYS
BASEDEV=IBM1FLPY.ADD
REM BASEDEV=IBM2FLPY.ADD
BASEDEV=IBM1S506.ADD /A:0 /U:0 /SMS
BASEDEV=XDFLOPPY.FLT
BASEDEV=OS2DASD.DMD
SET EPMPATH=D:\OS2\APPS;
PROTECTONLY=NO
SHELL=D:\OS2\MDOS\COMMAND.COM D:\OS2\MDOS
FCBS=8,4
RMSIZE=640
DEVICE=D:\OS2\MDOS\VEMM.SYS
DOS=LOW,UMB
DEVICE=D:\OS2\MDOS\VXMS.SYS /UMB
DEVICE=D:\OS2\MDOS\VDPMI.SYS
DEVICE=D:\OS2\MDOS\VDPX.SYS
DEVICE=D:\OS2\MDOS\VWIN.SYS
DEVICE=D:\OS2\MDOS\VW32S.SYS
DEVICE=D:\OS2\BOOT\OS2CDROM.DMD /Q
IFS=D:\OS2\BOOT\CDFS.IFS /C:3 /Q
DEVICE=D:\OS2\MDOS\VCDROM.SYS
BASEDEV=MITFX001.ADD
DEVICE=D:\OS2\MDOS\VMOUSE.SYS
DEVICE=D:\OS2\BOOT\POINTDD.SYS
DEVICE=D:\OS2\BOOT\PCLOGIC.SYS SERIAL=COM1
DEVICE=D:\OS2\BOOT\MOUSE.SYS TYPE=PCLOGIC$
DEVICE=D:\OS2\BOOT\COM.SYS
DEVICE=D:\OS2\MDOS\VCOM.SYS
CODEPAGE=852,850
DEVINFO=KBD,CZ,D:\OS2\KEYBOARD.DCP
DEVINFO=SCR,BGA,D:\OS2\BOOT\VIOTBL.DCP
DEVICE=D:\OS2\ATI0.SYS
DEVICE=D:\OS2\ATIM64.SYS
DEVICE=D:\OS2\MDOS\VAD64.SYS
SET MMBASE=D:\MMOS2;
REM SET DSPPATH=D:\MMOS2\DSP;
REM SET NCDEBUG=4000

```